# Cantonul Seltz
Cantonul Seltz este un canton din arondismentul Wissembourg, departamentul Bas-Rhin, regiunea Alsacia, Franța.

## Comune
- Beinheim
- Buhl
- Crœttwiller
- Eberbach-Seltz
- Kesseldorf
- Mothern
- Munchhausen
- Niederrœdern
- Oberlauterbach
- Schaffhouse-près-Seltz
- Seltz (reședință)
- Siegen
- Trimbach
- Wintzenbach